# Brauerei Königshof
Die Brauerei Königshof GmbH wurde im August 2003 gegründet und ist im Krefelder Stadtteil Fischeln an der Obergath beheimatet.
Es wurden 2009 ca. 400.000 Hektoliter in Königshof gebraut und abgefüllt. Die Brauerei Königshof produziert verschiedene Handels-Biermarken sowie seit September 2007 die Premiummarke Original Königshofer und seit September 2008 die eigene Preiseinstiegsmarke Brauerei Königshof Biere. Zusätzlich wird als Dienstleister Gaffel Kölsch abgefüllt.

## Geschichte

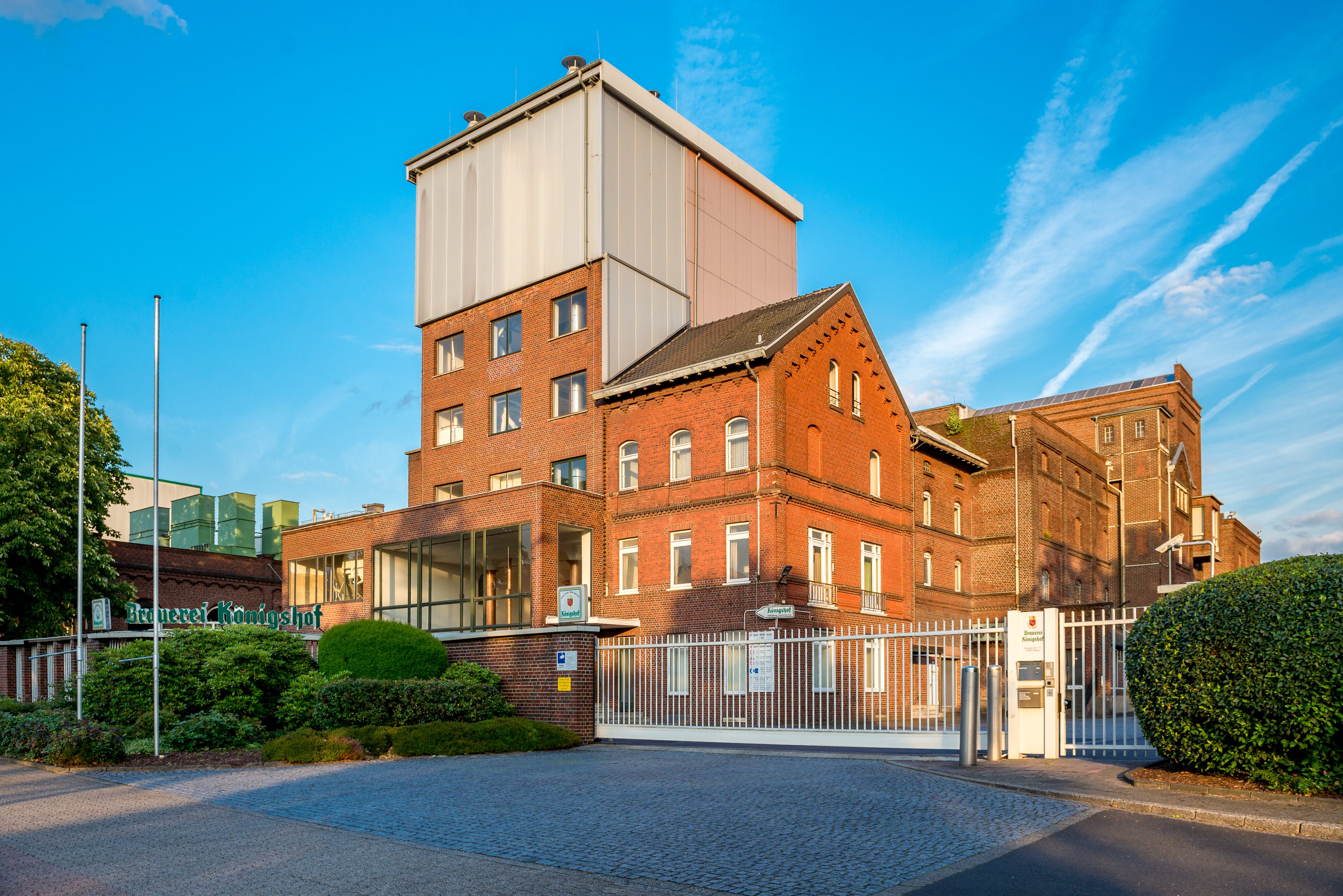
Brauerei Königshof

Nachdem die Brau- und Lieferrechte der Altbierbrauerei Rhenania an die Krombacher Brauerei verkauft worden waren, beschloss die ehemalige Geschäftsführung, die Brauerei Rhenania an der Obergath zu schließen. Die Brauerei sollte daraufhin Stein um Stein in Krefeld abgebaut und in Algerien wiederaufgebaut werden. Um dies zu verhindern, ergriff der ehemalige technische Leiter der Brauerei Rhenania die Initiative und konnte einen befreundeten Unternehmer als Investor für die Brauerei gewinnen. Seit August 2003 wird wieder an der Obergath gebraut, anfangs mit 11 Mitarbeitern, heute mit 78 (Stand 2019). Am 4. September 2007 präsentierte die Brauerei ihre erste eigene Premiummarke Original Königshofer mit den Sorten Alt und Pils.
Seit 2008 wird die Marke Brauerei Königshof im Preiseinstiegssegment hergestellt. Im Sortiment werden unter der Marke die Sorten Alt, Pils, Export, Weizen, Radler und Malz angeboten.
Seit August 2011 wurde einige Jahre die Sorte Baltika 3 für Baltika Deutschland hergestellt, abgefüllt und von Krefeld aus im mitteleuropäischen Raum vertrieben. Außerdem werden Urfels Alt und Pils für das Brauhaus Urfels hergestellt und in Flaschen abgefüllt sowie zwei Fassbiersorten für den niederländischen Raum gebraut und drei Biere (Pils, Alt, Export) für Netto.
Für den Rhenser Mineralbrunnen, der im Februar 2024 die Rechte an drei Marken der insolventen Koblenzer Brauerei übernahm, werden Koblenzer Pils, Koblenzer Bräu und Koblenzer Radler naturtrüb produziert.
Die Brauerei engagiert sich stark als Sponsor lokaler Sportvereine und unterstützt unter anderen das Mitglied der Deutschen Eishockey Liga (DEL) Krefeld Pinguine sowie den American Football Club Krefeld Ravens.

## Produkte
| Premiumsegment: Original Königshofer Alt Original Königshofer Pils Original Königshofer Radler Naturtrüb Koblenzer Pils | Niedrigpreissegment: Brauerei Königshof Alt Brauerei Königshof Pils Brauerei Königshof Export Brauerei Königshof Weizen Brauerei Königshof Radler |

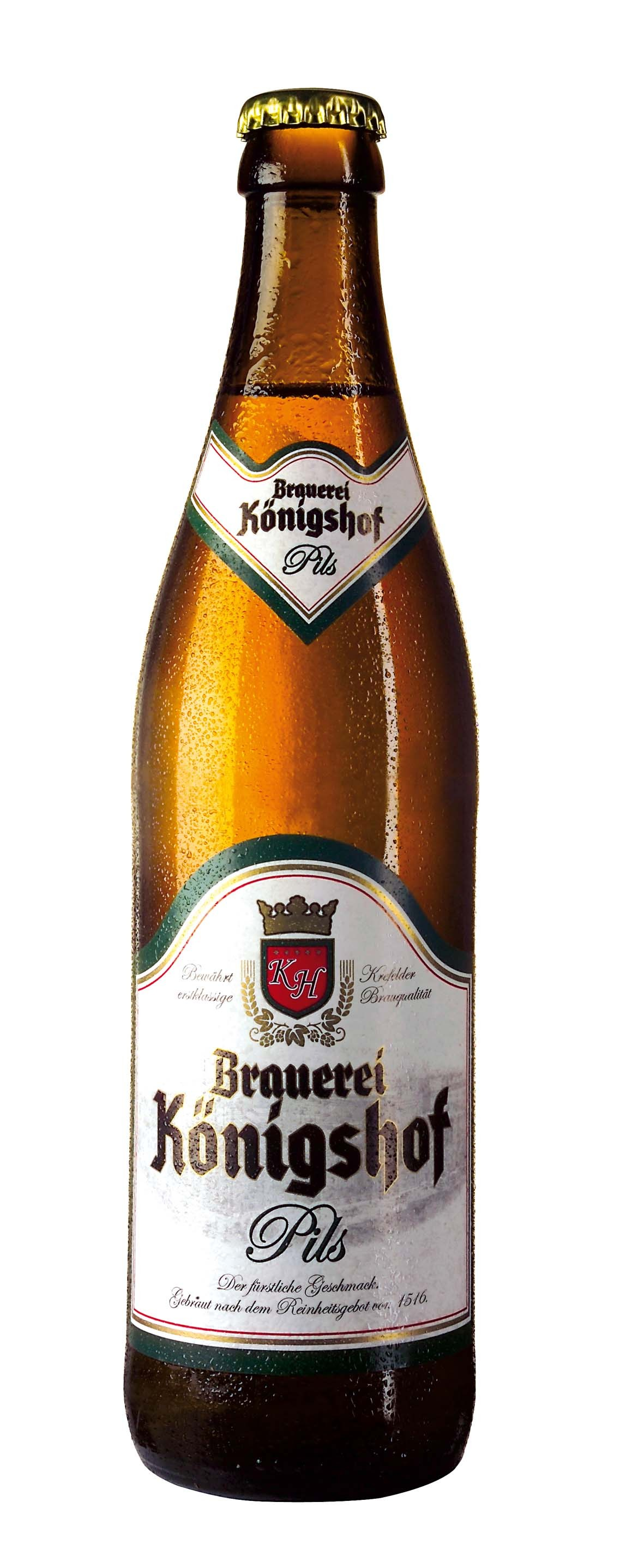
0,5-Liter-Flasche Königshof Pils
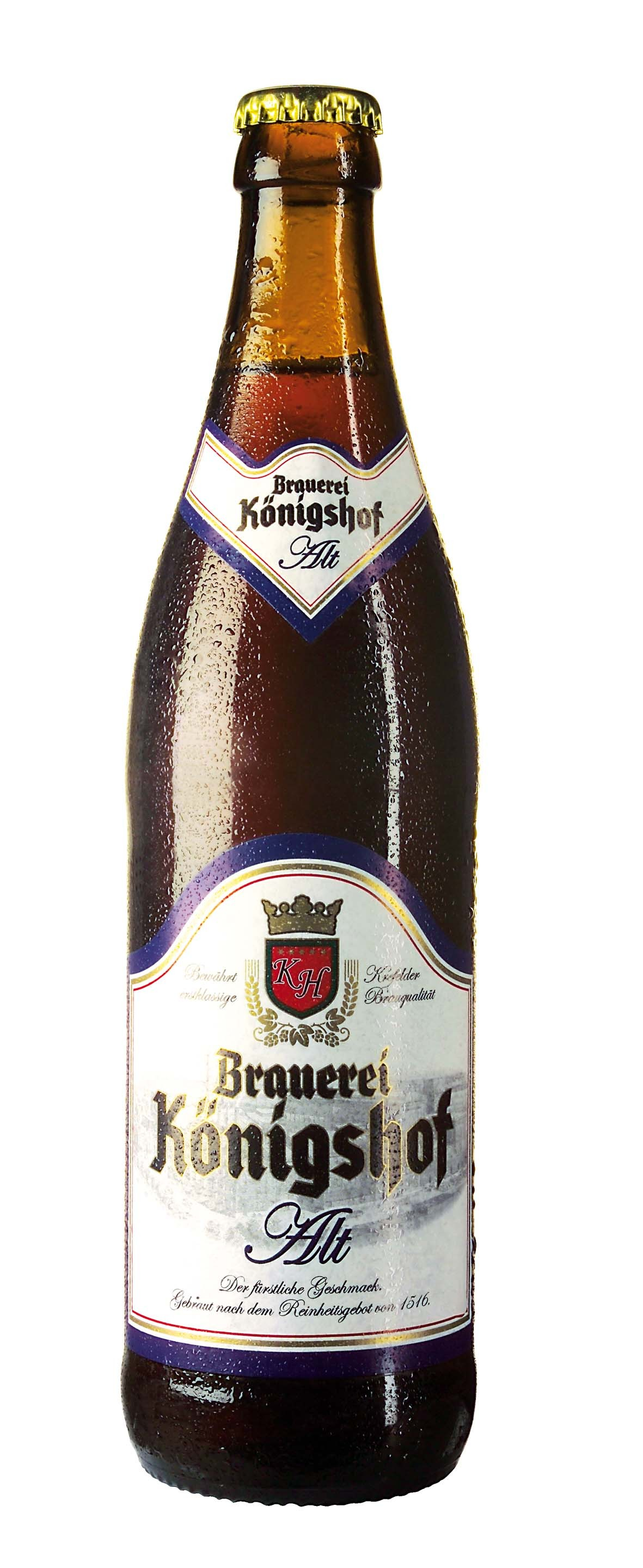
0,5-Liter-Flasche Alt
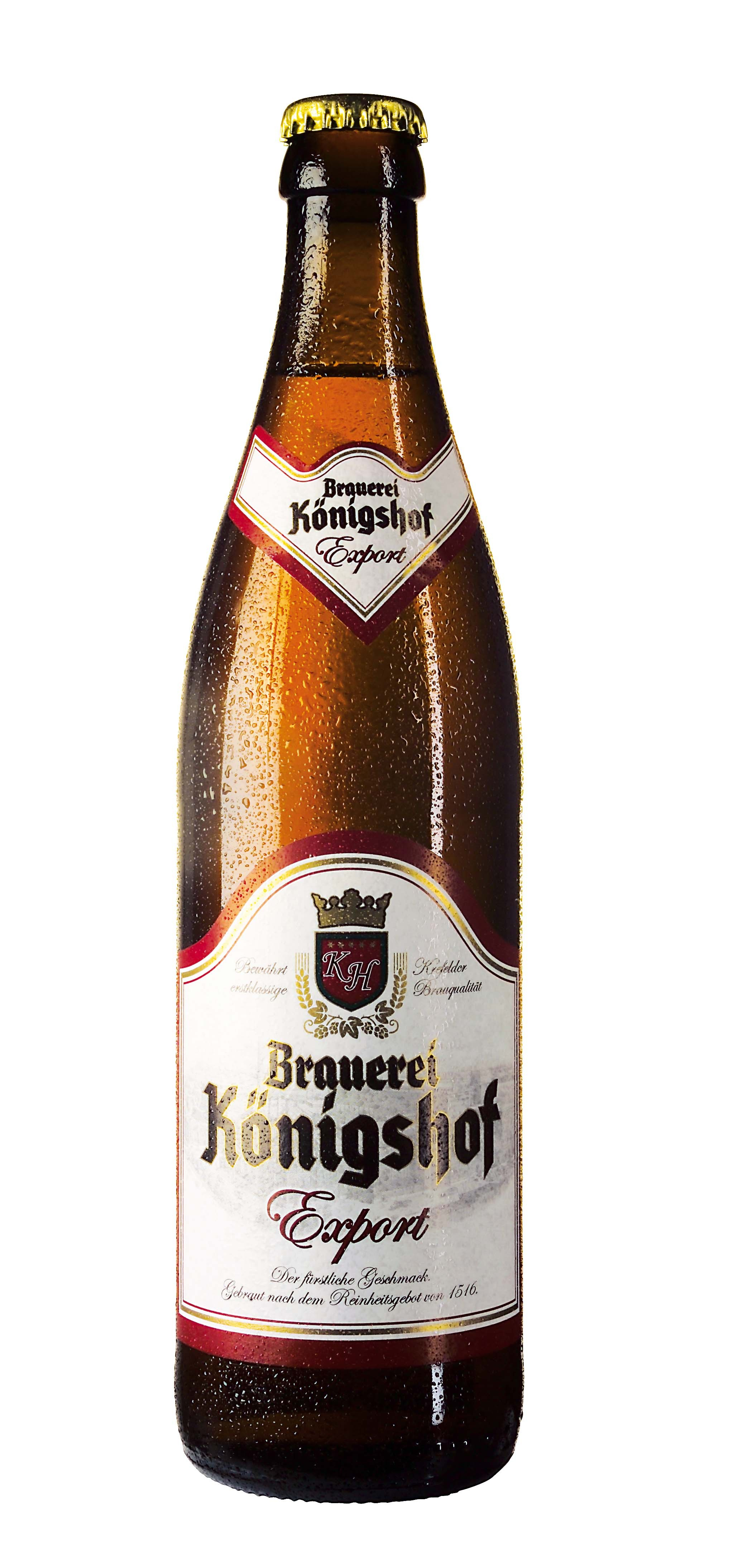
0,5-Liter-Flasche Export
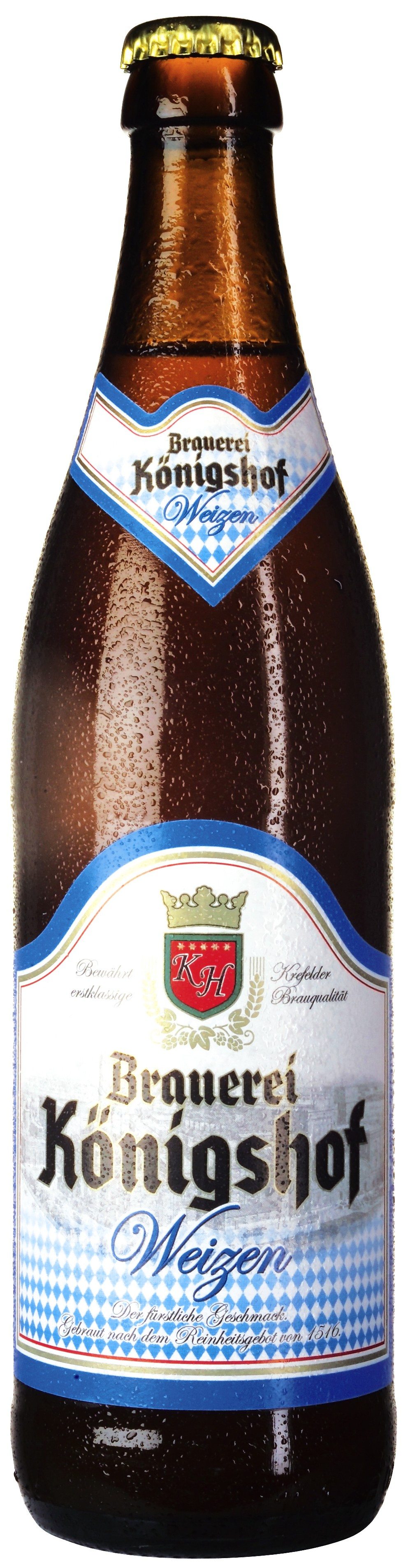
0,5-Liter-Flasche Weizen
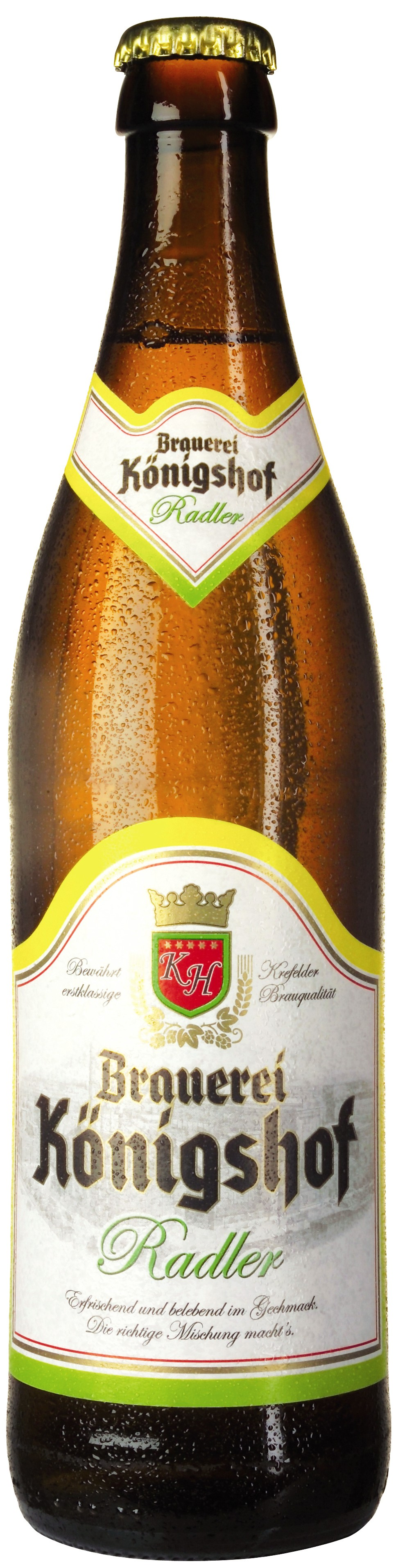
0,5-Liter-Flasche Radler
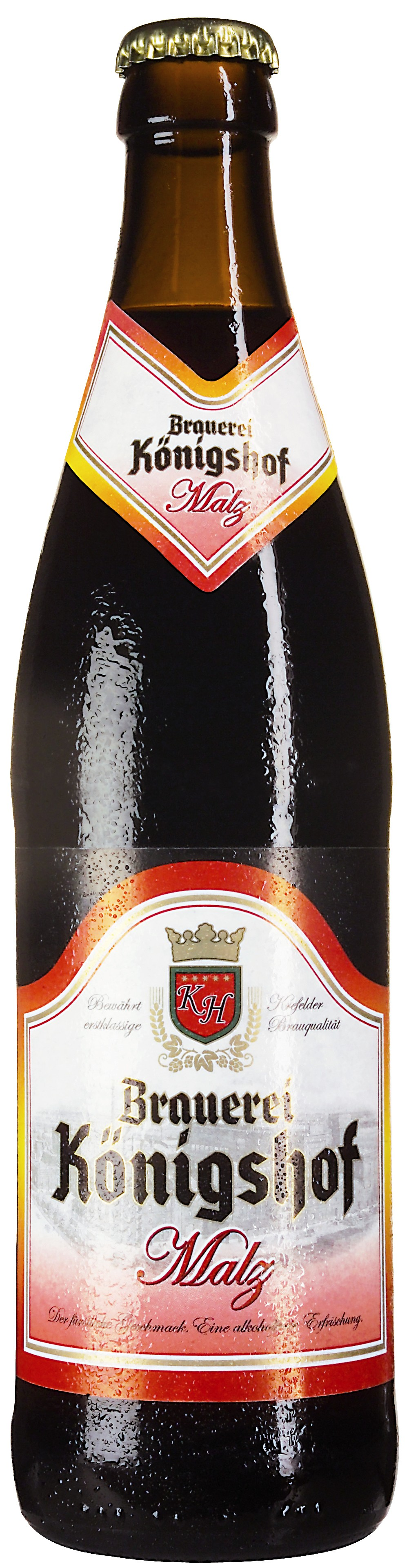
0,5-Liter-Flasche Malz